# Maria Walliser
Maria Walliser (n. 27 mai 1963, Mosnang⁠(d), Cantonul St. Gallen, Elveția) este o schioară alpină ce a reprezentat Elveția, medaliată olimpică. A participat la 2 ediții ale Jocurilor Olimpice (1984, 1988) în care a câștigat o medalie de argint și două medalii de bronz.